# Escorxador (Santa Maria de Palautordera)
L'Escorxador és una obra noucentista de Santa Maria de Palautordera (Vallès Oriental) inclosa a l'Inventari del Patrimoni Arquitectònic de Catalunya.

## Descripció
Edifici allargat, de tipus basilical. Consta de planta baixa. La coberta és composta, la del mig és dues aigües, les altres inclinades.
Els elements formals són representatius del llenguatge de l'arquitectura modernista.

## Història
Aquest tipus d'edifici aïllat i de forma basilical es troba repetit en construccions idèntiques, per exemple l'escorxador de Sant Celoni és igual. També hi ha altres edificacions molt semblants però destinades a altres tipus d'activitats.
L'edifici es va restaurar als anys vuitanta.